# Chironius spixii
Espèce
Synonymes
- Coluber spixii Hallowell, 1845
- Chironius carinatus spixi (Hallowell, 1845)
- Coluber pickeringii Hallowell, 1845

Chironius spixii  est une espèce de serpents de la famille des Colubridae.

## Répartition
Cette espèce se rencontre en Colombie et au Venezuela.

## Étymologie
Cette espèce est nommée en l'honneur de Johann Baptist von Spix (1781-1826).

## Publication originale
- Hallowell, 1845 : Descriptions of reptiles from South America, supposed to be new. Proceedings of the Academy of Natural Sciences of Philadelphia, vol. 2, p. 241-247 (texte intégral).